# Gijs Nass
Gijsbertus Wilhelmus Josephus (Gijs) Nass (Venlo, 8 december 1920 – aldaar, 14 mei 2008) was een Nederlands voetballer.

## Jeugd
Nass werd als jongste geboren in een gezin met zeven kinderen. Vader Matthijs werkte bij de Nederlandse Spoorwegen en kon – in een tijd van veel werkloosheid – zo zijn gezin goed onderhouden. Al tijdens zijn lagereschooltijd leerde Nass voetballen, maar in plaats van met een voetbal oefende hij met een tennisbal.
Toen hij tien jaar was, werd Nass lid van de Venlose amateurclub VOS. Daar viel hij een seizoen later al meteen op door de mensen van VVV, die hem bij de club inlijfden. De pastoor van het patronaat, waar hij lessen volgde, wilde hem dwingen te kiezen voor een katholieke club, maar zijn ouders hielden dat tegen. Nass maakte snel carrière bij de jeugd van de toenmalige amateurclub VVV: de middenvelder bleek een natuurlijke leider. In 1936 en 1937 werd Nass met de A-jeugd van VVV kampioen van Nederland. In 1938 werd hij geselecteerd voor het Nederlands jeugdelftal, waar hij samenspeelde met Abe Lenstra. De ploeg kwam op het Haagse V.U.C-veld uit tegen het voorlopige Nederlands elftal.

## Oorlog
Toen de Tweede Wereldoorlog begon, werd VVV kampioen in de tweede klasse, terwijl Nass zijn militaire diensttijd vervulde. Toch speelde hij de kampioenswedstrijd. Tijdens het kampioensfeest in de Prins van Oranje, leerde Nass zijn latere vrouw kennen. De volgende dag moest hij zich echter weer melden in Rotterdam, waar hij gelegerd was. Na een paar dagen werd de eenheid van Nass door de Duitsers gevangengenomen, maar mocht na vier weken krijgsgevangenschap weer terug naar de legerbasis. Nass keerde terug naar Venlo, onder het valse voorwendsel dat hij voor de Wehrmacht wilde werken. Net over de grens, in Dülken, kon hij bij de instrumentenfabriek Nedinsco gaan werken als elektricien en bankwerker. Doordat hij alleen in de ochtenduren werkte, kon hij 's middags bij VVV trainen. Gedurende de oorlog bleef VVV voetballen, zij het met onregelmatige pauzes. De club kwam na een kort verblijf in de eerste klasse weer uit in de tweede klasse van de KNVB. Uit angst voor bommenwerpers en vanwege een verbod van de Duitse Wehrmacht trainden de spelers van VVV nooit met het licht aan. Uitwedstrijden waren vaak een probleem, omdat de treinreizen door de Duitsers gecontroleerd werden.
In 1944 stopte Nass bij Nedinsco, en begon net na de oorlog bij Philips in Eindhoven, waar hij een tijdje inwoonde bij een daar woonachtig Blericks gezin. De middenvelder werd door PSV gepolst voor een overstap, maar daar zag Nass van af. In Eindhoven haalde hij nog wel zijn middenstandsdiploma.

## Prijzen

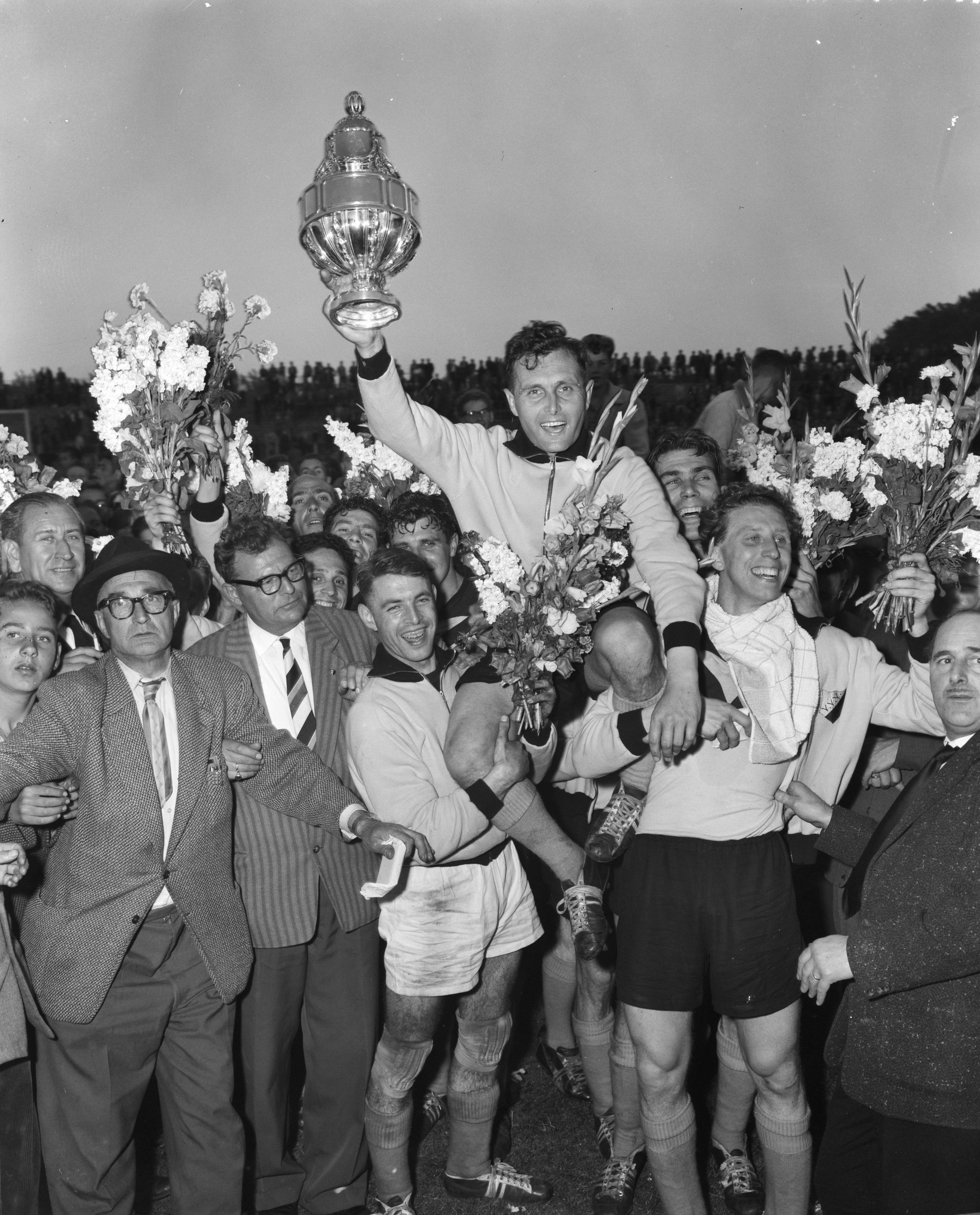
Gijs Nass met de KNVB Beker (1959)

### Zilveren Bal
In 1954 behaalde Nass met VVV een prestigieuze prijs in het amateurvoetbal. Op de velden van het Rotterdamse Sparta werd de destijds zeer prestigieuze Zilveren Bal gewonnen. Nass versloeg met VVV in de finale van het toernooi Xerxes met aanvaller Coen Moulijn. Uit handen van de international Bok de Korver ontving Nass de Zilveren bal en de bijbehorende witte badjassen voor zijn elftal.

### KNVB Beker
In 1954 deed het betaald voetbal zijn intrede op de Nederlandse velden. De eerste twee jaar werd VVV getraind door de Duitser Ferdi Silz. In het seizoen 1956-'57 werd hij opgevolgd door de Oostenrijker Willy Kment. Onder zijn leiding werd VVV tweemaal zevende, een keer zesde en een keer negende in de eredivisie. Met Kment als trainer won Nass in 1959, Kments afscheidsjaar bij VVV, de KNVB Beker. VVV ontmoette in de eindstrijd titelfavoriet ADO, dat in de thuiswedstrijd met 4-1 werd verslagen. De Venlose goals voor rust kwamen op naam van topscorer Hans Sleven, Jan Klaassens en Herman Teeuwen. Deze laatste schreef geschiedenis door bij een 2-1-tussenstand tijdelijk in het doel te gaan staan, zodat de geblesseerde keeper Frans Swinkels behandeld kon worden; Teeuwen stopte de Haagse strafschop. Na rust viel er nog een doelpunt voor VVV: linksbuiten Jan Schatorjé scoort 4-1. Daarmee won VVV de bekerfinale.

## Profvoetbal
In de jaren vijftig werd de voetbalsport steeds verder geprofessionaliseerd en het betaalde voetbal in Nederland ontstond. Al voor de Tweede Wereldoorlog lokte de club echter international Beb Bakhuijs naar Venlo, door hem een sigarenzaak cadeau te geven. Voetbalbond KNVB blokkeerde de overgang echter, waarna Bakhuys naar Frankrijk vluchtte en voor FC Metz ging spelen. In 1953 werd VVV opnieuw verdacht van overtreding van de regels van de amateurbond. De club wierf opnieuw enkele spelers door hen geld aan te bieden, waarop de bond het complete bestuur van de club schorste. Even later begon bouwmagnaat Egidius Joosten uit Geleen de NBVB, de professionele tegenhanger van de KNVB. Deze NBVB vond een voedingsbodem in Venlo, waar in augustus 1954 SC Venlo werd opgericht. De eerste training vond plaats zonder publiek, omdat de spelers geheim wilden houden dat ze mogelijk kozen voor VVV’s concurrent. Nass wilde echter niets weten van een overstap naar de betalende concurrent.
Nass en Jan Klaassens gingen niet in op de avances van Sportclub Venlo. Er ontstond een conflict tussen de beide clubs toen SC Venlo VVV van De Kraal wilde verdrijven toen het huurcontract afliep. Uiteindelijk verhuisde SC Venlo naar sportpark De Berckt in Baarlo. Op 14 augustus 1954 speelde SC Venlo het eerste oefenduel tussen twee profclubs in Nederland. Bij Alkmaar '54 werd er met 3-0 verloren. De spelers verdienden tien gulden per training en veertig gulden per overwinning. De amateurs van VVV betaalden echter hun eigen kleding en contributie.
Toen SC Venlo met negen andere profclubs van de NBVB aan de competitie begon, werd het betaald voetbal al snel ingelijfd bij de KNVB. Op 28 november 1954 begon de nieuwe competitie. VVV en SC Venlo hadden al eerder tot samenwerking besloten. Aanvoerder Gijs Nass werd herenigd met de naar SC Venlo overgelopen collega's. In Amsterdam toonde de fusieclub aan over een goede selectie te beschikken. Het Ajax van Rinus Michels werd met 3-2 verslagen.

### Profstatistieken
| Seizoen         | Club            | Competitie      | Competitie | Competitie | Beker | Beker | Intertoto | Intertoto | Totaal | Totaal |
| Seizoen         | Club            | Competitie      | Wed.       | Dlp.       | Wed.  | Dlp.  | Wed.      | Dlp.      | Wed.   | Dlp.   |
| --------------- | --------------- | --------------- | ---------- | ---------- | ----- | ----- | --------- | --------- | ------ | ------ |
| 1954/55         | VVV             | Eerste klasse D | 25         | 5          | —     | —     | —         | —         | 25     | 5      |
| 1955/56         | VVV             | Hoofdklasse A   | 34         | 2          | —     | —     | —         | —         | 34     | 2      |
| 1956/57         | VVV             | Eredivisie      | 32         | 2          | 3     | 0     | —         | —         | 35     | 2      |
| 1957/58         | VVV             | Eredivisie      | 30         | 0          | 2     | 1     | —         | —         | 32     | 1      |
| 1958/59         | VVV             | Eredivisie      | 33         | 2          | 7     | 0     | —         | —         | 40     | 2      |
| 1959/60         | VVV             | Eredivisie      | 34         | 0          | —     | —     | —         | —         | 34     | 0      |
| 1960/61         | VVV             | Eredivisie      | 34         | 0          | 6     | 0     | —         | —         | 40     | 0      |
| 1961/62         | VVV             | Eredivisie      | 19         | 1          | 0     | 0     | 6         | 0         | 25     | 1      |
| Carrière totaal | Carrière totaal | Carrière totaal | 241        | 12         | 18    | 1     | 6         | 0         | 265    | 13     |

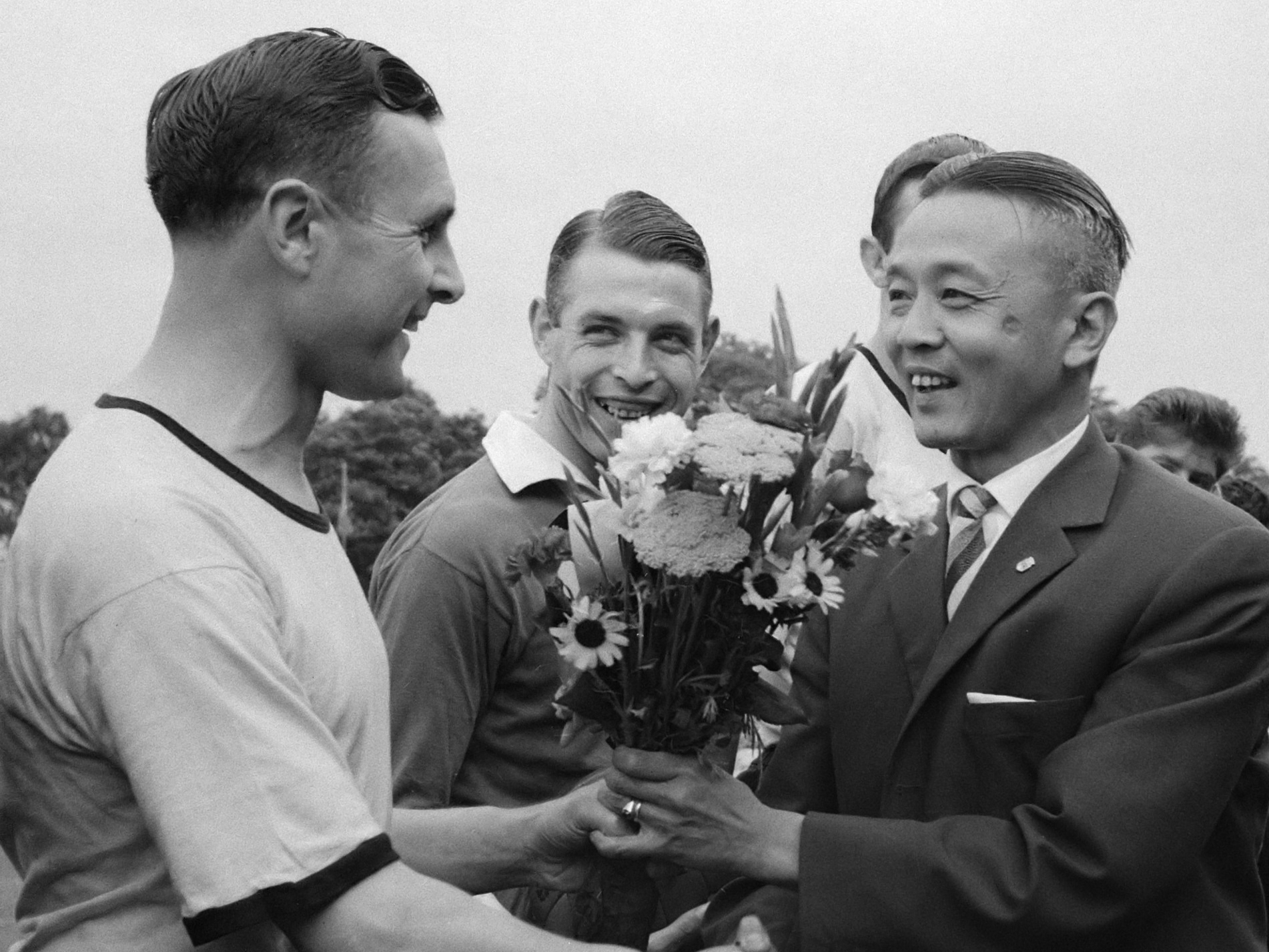
Afscheid van Gijs Nass (1961)

Nass werd in het nieuwe millennium door VVV-Venlo uitgeroepen tot VVV'er van de eeuw. Na zijn spelersloopbaan was hij nog actief als scout en trainer van de Limburgse afdeling van de KNVB en als scout bij VVV. Hij overleed in 2008 op 87-jarige leeftijd.

## Trivia
Als postuum eerbetoon is de kantine van voetbalvereniging VVV'03 in juni 2014 naar Nass vernoemd.
Hij is met een leeftijd van 40 jaar en 255 dagen de oudste speler die een eredivisiedoelpunt maakte (seizoen 1961/1962, tijdens een thuiswedstrijd tegen PSV op 20 augustus 1961).